# Hurrarna
Hurrarna. En stridsskrift om finlandssvenskarnas nutid är en antologi med bidrag av författare från Svenska Österbotten, utgiven 1974 på Författarnas andelslag. 
Antologin propagerade för en regionalt och folkligt präglad finlandssvenskhet i motsats till de förment elitistiska kulturkretsarna i Helsingfors. Bland skribenterna märks Gösta Ågren, Ralf Norrman och Birger Thölix. Begreppet hurrare – en positiv motpol till finskans ironiska benämning hurri – blev snabbt etablerat i finlandssvensk språkdebatt.